# Stacey Augmon
Stacey Augmon (Pasadena, 1 de agosto de 1968) é um ex-jogador norte-americano de basquete profissional que atuou na  National Basketball Association (NBA). Foi o número 9 do Draft de 1991.